# Chiến khu Nam Bộ Quân Giải phóng Nhân dân Trung Quốc
Chiến khu Nam bộ là đơn vị cấp Bộ Tư lệnh tác chiến Vùng (tương đương cấp Bộ) trực thuộc Quân ủy Trung ương Trung Quốc có nhiệm vụ triển khai chỉ huy tác chiến liên hợp phía Nam của Trung Quốc. Phạm vi quản lý của Chiến khu Nam bộ gồm Quảng Đông, Quảng Tây, Hồ Nam, Hải Nam, Vân Nam, Quý Châu, Hồng Kông, Ma Cao. Bộ Tư lệnh đặt tại Quảng Châu.

## Lịch sử
Ngày 11 tháng 1 năm 2016, tổ chức của Quân Giải phóng Nhân dân Trung Quốc được cải tổ lại. Trong đó, xóa bỏ 7 Đại Quân khu và thành lập mới 5 Chiến khu (Trung ương, Bắc bộ, Nam bộ, Tây bộ, Đông bộ).

## Chức năng nhiệm vụ
Chiến khu Nam bộ có nhiệm vụ triển khai chỉ huy tác chiến liên hợp phía Nam của Trung Quốc. Chiến khu Nam bộ chỉ chịu trách nhiệm chỉ huy tác chiến chứ không phải vừa quản lý xây dựng vừa chỉ huy tác chiến như các Đại Quân khu cũ trước đây.

## Lãnh đạo hiện nay
- Tư lệnhː Thượng tướng Vương Tú Bân
- Chính ủyː Thượng tướng Vương Văn Toàn

## Tổ chức

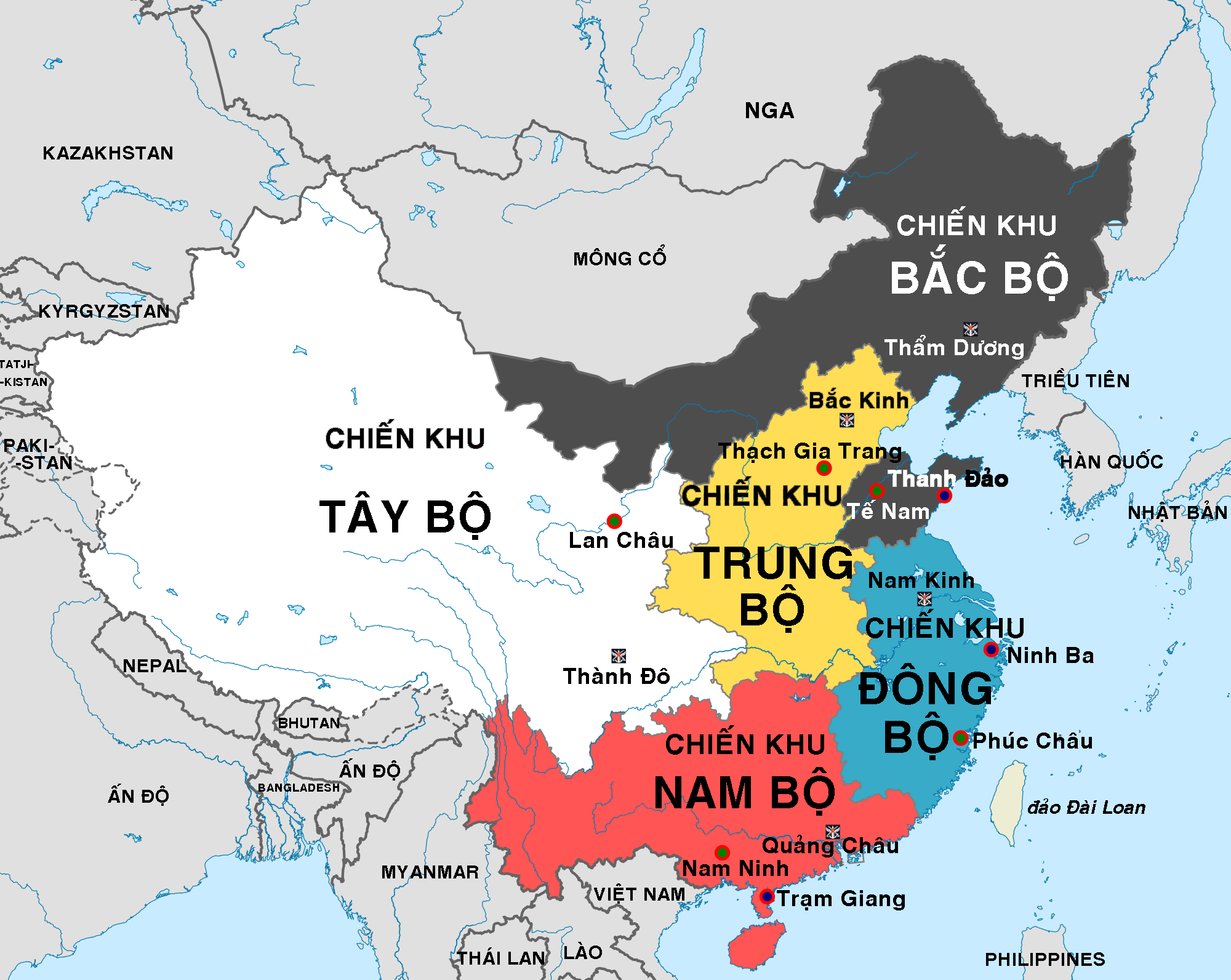
Địa bàn 5 Chiến khu của Quân đội Trung Quốc sau năm 2016.

### Các cơ quan chức năng
- Bộ Tham mưu liên hợp
- Bộ Công tác Chính trị
- Ủy ban Kiểm tra Kỷ luật

### Các lực lượng trực thuộc
- Lục quân Chiến khu Nam bộ (Bộ chỉ huy đóng tại thành phố Nam Ninh, Quảng Tây)
  - Tư lệnh: Trương Tiễn
  - Chính ủy: Bạch Lữ, kiêm Phó Chính ủy Chiến khu Nam bộ
- Hải quân Chiến khu Nam bộ (Bộ Tư lệnh đóng tại thành phố Trạm Giang, Quảng Đông)
  - Tư lệnh: Phó Đô đốc Vương Hải, kiêm Phó Tư lệnh Chiến khu Nam bộ, Ủy viên dự khuyết Ban Chấp hành Trung ương Đảng Cộng sản Trung Quốc khóa XIX.
  - Chính ủy: Phó Đô đốc Lưu Minh Lợi
- Không quân Chiến khu Nam bộ (Bộ Tư lệnh đóng tại thành phố Quảng Châu, Quảng Đông)
  - Tư lệnh: Chu Lợi
  - Chính ủy: Từ Tây Thịnh

### Quân đồn trú
- Quân đồn trú Hồng Kông (đóng tại Hồng Kông và Thâm Quyến)
- Quân đồn trú Ma Cao (đóng tại Ma Cao và Chu Hải)
- Quân đồn trú tại Quần đảo Hoàng Sa và các đảo nhân tạo-rạn san hô thuộc Quần đảo Trường Sa (Việt Nam)

### Các dự án đang xây dựng
- Ảnh vệ tinh (tháng 1/2021) phân tích mà Dự án Đại Sự Ký Biển Đông nhận được cho thấy một căn cứ tên lửa đất đối không đang được hoàn tất cách biên giới Việt Nam khoảng 20 km, cách công trình được cho là một sân bay trực thăng quân sự đang được xây dựng khoảng 40 km.
- Các hình ảnh vệ tinh mới nhất (tháng 1/2021) cho thấy hiện có nhiều tàu đang tập kết gần rạn san hô Ba Đầu, giới quan sát cho rằng Trung Quốc sẽ lấp biển để xây dựng đảo nhân tạo ở đây.

## Lãnh đạo qua các thời kỳ
| 1. Vương Giáo Thành Thượng tướng（1/2016-1/2017） 2. Viên Dự Bách Đô Đốc (Thượng tướng Hải quân)（1/2017—6/2021） 3. Thượng tướng Vương Tú Bân, Ủy viên Ban Chấp hành Trung ương Đảng Cộng sản Trung Quốc khóa XIX, nguyên Phó Tư lệnh kiêm Tham mưu trưởng Chiến khu Đông bộ Quân Giải phóng Nhân dân Trung Quốc. | 1. Ngụy Lương Thượng tướng（1/2016-4/2018） 2. Vương Kiến Thành Thượng tướng（12/2018—nay） |

| - Ngụy Cương Chuẩn Đô đốc (Thiếu tướng Hải quân)（1/2016-1/2107，kiêm Tham mưu trưởng Chiến khu Nam bộ） - Trần Chiếu Hải Trung tướng（1/2016-12/2017, từ tháng 1, 2017 kiêm Tham mưu trưởng Chiến khu） - Thường Đinh Cầu Thiếu tướng Không quân（1/2016-12/2017） - Lưu Tiểu Ngọ Trung tướng（1/2016-1/2017，kiêm Tư lệnh lục quân chiến khu Nam bộ） - Thẩm Kim Long Phó Đô đốc (Trung tướng Hải quân)（1/2016-1/2017，kiêm Tư lệnh Hải quân Chiến khu Nam bộ） - Từ An Tường Trung tướng Không Quân（1/2016-1/2017，kiêm Tư lệnh Không quân Chiến khu Nam bộ） - Vương Hải Phó Đô đốc (Trung tướng Hải quân)（1/2017-nay，kiêm Tư lệnh Hải quân Chiến khu Nam bộ） - Đổng Quân Phó Đô đốc (Trung tướng Hải quân)（1/2107-nay） - Trương Tiễn Trung tướng（8/2017-nay, kiêm Tư lệnh Lục quân Chiến khu Nam bộ） - Chu Lợi Thiếu tướng Không quân（12/2017-nay，kiêm Tư lệnh Không quân Chiến khu Nam bộ） - Lưu Á Vĩnh Thiếu tướng（4/2018-nay，kiêm Tham mưu trưởng） - Cổ Chí CươngTrung tướng Không quân（12/2017-nay） | - Dương Ngọc Văn Trung tướng（1/2016-11/2107, kiêm Chủ nhiệm phòng Công tác chính trị） - Bạch Lữ Trung tướng（1/2016-nay，kiêm Chính ủy Lục quân Chiến khu Nam bộ） - Lưu Minh Lợi Phó Đô đốc (Trung tướng Hải quân)（1/2016-12/2019，kiêm Chính ủy Hải quân Chiến khu Nam bộ） - Yên Triệu Khanh Trung tướng Không quân（1/2017-1/2017，kiêm Chính ủy Không quân chiến khu Nam bộ） - Từ Tây Thịnh Trung tướng Không quân（1/2017-nay，kiêm Chính ủy Không quân Chiến khu Nam bộ） - Nhạc Thế Hâm Trung tướng（12/2017-2018） - Dao Vĩnh Lương Thiếu tướng（12/2017-nay，kiêm Chủ nhiệm phòng Công tác chính trị Chiến khu Nam bộ） - Dương Chí Lượng Phó Đô đốc (Trung tướng Hải quân)（12/2019-nay，kiêm Chính ủy Hải quân Chiến khu Nam bộ） |

Bí thư Ủy ban Kiểm tra kỷ luật thường trú Chiến khu Nam bộ thuộc Ủy ban Kiểm tra kỷ luật Quân ủy Trung ương
- Oai Trung An Thiếu tướng（2016-nay）[32][33]